# Notocrypta howarthi
Notocrypta howarthi is een vlinder uit de familie van de dikkopjes (Hesperiidae). De wetenschappelijke naam van de soort is voor het eerst geldig gepubliceerd in 1980 door Hayashi.